# RGCC
RGCC (англ. Regulator of cell cycle) – білок, який кодується однойменним геном, розташованим у людей на короткому плечі 13-ї хромосоми. Довжина поліпептидного ланцюга білка становить 137 амінокислот, а молекулярна маса — 14 559.
| 10         |  | 20         |  | 30         |  | 40         |  | 50         |
| ---------- |  | ---------- |  | ---------- |  | ---------- |  | ---------- |
| MKPPAAQGSP |  | AAAAAAAPAL |  | DSAAAEDLSD |  | ALCEFDAVLA |  | DFASPFHERH |
| FHYEEHLERM |  | KRRSSASVSD |  | SSGFSDSESA |  | DSLYRNSFSF |  | SDEKLNSPTD |
| STPALLSATV |  | TPQKAKLGDT |  | KELEAFIADL |  | DKTLASM    |  |            |

A: Аланін

C: Цистеїн

D: Аспарагінова кислота

E: Глутамінова кислота

F: Фенілаланін

G: Гліцин

H: Гістидин

I: Ізолейцин

K: Лізин

L: Лейцин

M: Метіонін

N: Аспарагін

P: Пролін

Q: Глутамін

R: Аргінін

S: Серин

T: Треонін

V: Валін

Кодований геном білок за функцією належить до фосфопротеїнів. 
Задіяний у таких біологічних процесах, як клітинний цикл, альтернативний сплайсинг. 
Локалізований у цитоплазмі, цитоскелеті, ядрі.